# Törzskönyv
A törzskönyv olyan okirat, amely valaminek az eredetét, illetve további más fontos adatait igazolja.

## Állatok
Az állatok törzskönyve általában az adott állat nevén és pontos fajtáján kívül (ami egy ló vagy egy kutya esetében fontos lehet) gyakran eredetét, szülei nevét vagy akár – több generációra visszamenőleg – pontos családfáját is tartalmazza. Szerepel benne az állat születési dátuma, további élettani adatok, szín, magasság stb. Újabban az állatok azonosítására bőr alá beültetett azonosító chipeket, ill. fülbevalókat is alkalmaznak, a törzskönyv ezek számát is tartalmazza.

## Járművek
Nemcsak az állatoknak, de a járműveknek is lehet törzskönyvük. A járművek törzskönyve tartalmazza annak gyártóját, típusát, gyártási évét, méreteit, kerekeinek számát (pl. teherautók esetében), súlyát, a benne lévő motor jellemzőit, valamint különböző azonosítószámokat (pl. alvázszám, motorszám), amelyek által a törzskönyvhöz tartozó jármű könnyen és egyértelműen azonosítható.